# 興雅福德宮
興雅福德宮，簡稱興雅宮，位於台灣台北市信義區松隆路與永吉路30巷口，為主祀福德正神之道教廟宇，該廟宇興建於1818年。另外，該廟宇的組織型態為管理委員會制，祭典日期則是每年農曆之二月初二及八月十五。

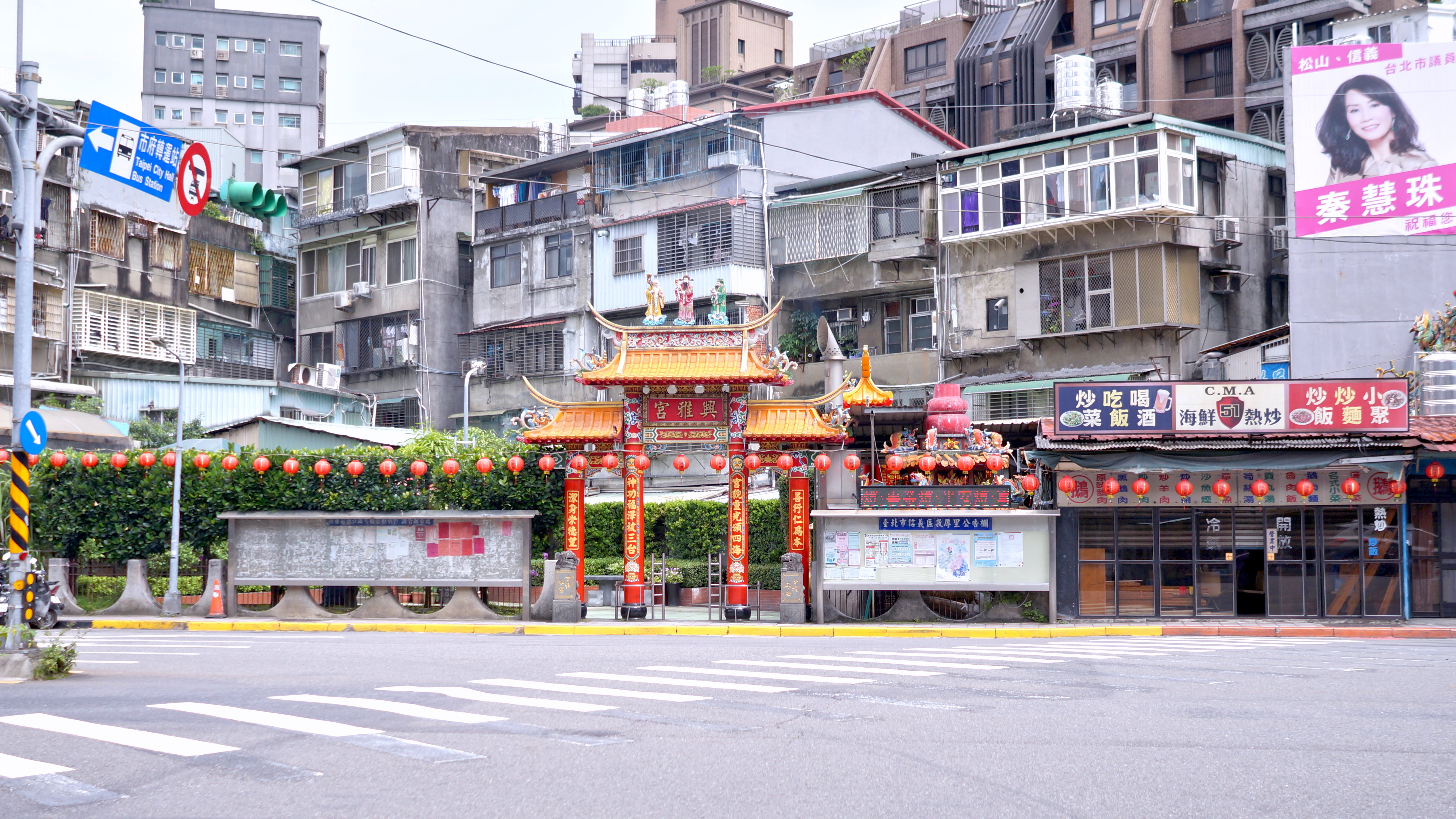
興雅福德宮